# Grégoire Munster
Grégoire Munster (24 dicembre 1998) è un pilota di rally lussemburghese.

## Carriera
Munster fa il suo esordio nei rally nel 2017, in competizioni minori in Belgio e Germania. Nel 2018 comincia ad esporsi di più in giro per l'Europa, correndo anche alcuni eventi del Campionato europeo rally nelle serie minori; quell'annata vince anche il titolo Junior in Belgio. Nel 2019, oltre a continuare il suo percorso nel'europeo ed in vari paesi del continente, esordisce per la prima volta nel mondiale nella categoria WRC-2, conquistando i suoi primi punti; inoltre quell'anno oltre a ripetere il titolo del 2018 vincerà anche il campionato in Lussemburgo. Negli anni successivi, principalmente alterna il campionato europeo a quello mondiale, continuando ad immagazzinare esperienza. Nel 2022 si dedica esclusivamente al mondiale riuscendo a vincere il suo primo rally sempre nella categoria WRC-2. Nel 2023 esordisce per la prima volta in un paio di rally nella massima categoria, per poi passare a pilota ufficiale M-Sport nelle stagioni successive, di cui sarà capitano dal 2025.

## Palmarès
- 2  Campionato belga junior: 2018, 2019
- 1  Campionato lussemburghese: 2019

### Vittorie nel Junior WRC
| # | Stagione | Evento          | Co-pilota   | Auto               |
| - | -------- | --------------- | ----------- | ------------------ |
| 1 | 2023     | Rally d'Estonia | Louis Louka | Ford Fiesta Rally3 |

### Vittorie nel WRC-2
| # | Stagione | Evento             | Co-pilota   | Auto                 |
| - | -------- | ------------------ | ----------- | -------------------- |
| 1 | 2022     | Rally del Giappone | Louis Louka | Hyundai i20 N Rally2 |

### Vittorie nel WRC-2 Junior/WRC-2 Challenger
| # | Stagione | Evento              | Co-pilota   | Auto                 | Squadra          |
| - | -------- | ------------------- | ----------- | -------------------- | ---------------- |
| 1 | 2022     | Rally del Giappone  | Louis Louka | Hyundai i20 N Rally2 | -                |
| 2 | 2023     | Rally dell'Acropoli | Louis Louka | Ford Fiesta Rally2   | M-Sport Ford WRT |

### Vittorie in altri Rally
| # | Stagione | Campionato                       | Evento                                 | Co-pilota       | Auto                         |
| - | -------- | -------------------------------- | -------------------------------------- | --------------- | ---------------------------- |
| 1 | 2016     | Challenge Terre Rétro Course VHC | Rallye National Terre de Vaucluse VHC  | Bernard Munster | Porsche 911 Carrera RS Proto |
| 2 | 2018     | ADAC Opel Rallye Cup             | ADAC Rallye Deutschland National Day 1 | Johan Jalet     | Opel Adam Cup                |
| 3 | 2018     | Coppa di Francia                 | Rallye National Hivernal du Dévoluy    | Louis Louka     | Škoda Fabia R5               |
| 4 | 2019     | Coppa di Francia                 | Rallye National Hivernal du Dévoluy    | Louis Louka     | Škoda Fabia R5               |
| 5 | 2020     | Campionato Francese Terra        | Rallye Castine - Terre d'Occitanie     | Louis Louka     | Hyundai i20 R5               |
| 6 | 2021     | Campionato belga                 | East Belgian Rally                     | Louis Louka     | Hyundai i20 R5               |
| 7 | 2021     | Campionato belga                 | Sezoensrally                           | Louis Louka     | Hyundai i20 R5               |
| 8 | 2021     | Coppa di Francia                 | Rallye National Monts et Coteaux       | Louis Louka     | Hyundai i20 N Rally2         |

## Palmarès
- 2  Campionato belga junior: 2018, 2019
- 1  Campionato lussemburghese: 2019

## Risultati nel mondiale rally

### Risultati WRC
| 2019 | Scuderia      | Vettura        |     |  |  |  |  |  |  |  |    |  |  |  |  |  |  |  | Punti | Pos. |
| ---- | ------------- | -------------- | --- |  |  |  |  |  |  |  | -- |  |  |  |  |  |  |  | ----- | ---- |
| 2019 | BMA Autosport | Škoda Fabia R5 | Rit |  |  |  |  |  |  |  | 45 |  |  |  |  |  |  |  | 0     |      |

| 2020 | Scuderia                           | Vettura                       |    |    |  |    |  |  |     |  |  |  |  |  |  |  |  |  | Punti | Pos. |
| ---- | ---------------------------------- | ----------------------------- | -- | -- |  | -- |  |  | --- |  |  |  |  |  |  |  |  |  | ----- | ---- |
| 2020 | BMA Autosport Hyundai Motorsport N | Hyundai i20 R5 Škoda Fabia R5 | 14 | NP |  | 24 |  |  | Rit |  |  |  |  |  |  |  |  |  | 0     |      |

| 2021 | Scuderia             | Vettura                             |  |  |  |  |  |  |  |    |  |  |  |    |  |  |  |  | Punti | Pos. |
| ---- | -------------------- | ----------------------------------- |  |  |  |  |  |  |  | -- |  |  |  | -- |  |  |  |  | ----- | ---- |
| 2021 | Hyundai Motorsport N | Hyundai i20 R5 Hyundai i20 N Rally2 |  |  |  |  |  |  |  | 16 |  |  |  | 15 |  |  |  |  | 0     |      |

| 2022 | Scuderia | Vettura              |    |  |    |  |  |  |  |  |    |     |  |    |   |  |  |  | Punti | Pos. |
| ---- | -------- | -------------------- | -- |  | -- |  |  |  |  |  | -- | --- |  | -- | - |  |  |  | ----- | ---- |
| 2022 |          | Hyundai i20 N Rally2 | 12 |  | 48 |  |  |  |  |  | 11 | Rit |  | 22 | 7 |  |  |  | 6     | 23º  |

| 2023 | Scuderia    | Vettura                                                       |    |    |  |    |    |    |     |    |    |    |    |   |     |  |  |  | Punti | Pos. |
| ---- | ----------- | ------------------------------------------------------------- | -- | -- |  | -- | -- | -- | --- | -- | -- | -- | -- | - | --- |  |  |  | ----- | ---- |
| 2023 | M-Sport WRT | Ford Puma Rally1 Hybrid Ford Fiesta Rally2 Ford Fiesta Rally3 | 17 | 26 |  | 26 | 42 | 11 | Rit | 18 | 15 | 12 | 13 | 7 | Rit |  |  |  | 6     | 21º  |

| 2024 | Scuderia         | Vettura                 |    |    |    |   |     |   |   |   |    |     |   |   |   |  |  |  | Punti | Pos. |
| ---- | ---------------- | ----------------------- | -- | -- | -- | - | --- | - | - | - | -- | --- | - | - | - |  |  |  | ----- | ---- |
| 2024 | M-Sport Ford WRT | Ford Puma Rally1 Hybrid | 20 | 23 | 15 | 7 | Rit | 5 | 7 | 9 | 49 | Rit | 7 | 5 | 5 |  |  |  | 46    | 8º   |

| 2025 | Scuderia         | Vettura          |     |   |    |    |   |    |     |    |   |  |  |  |  |  |  |  | Punti | Pos. |
| ---- | ---------------- | ---------------- | --- | - | -- | -- | - | -- | --- | -- | - |  |  |  |  |  |  |  | ----- | ---- |
| 2025 | M-Sport Ford WRT | Ford Puma Rally1 | Rit | 8 | 54 | 11 | 9 | 32 | Rit | 10 | 9 |  |  |  |  |  |  |  | 21    |      |

| Legenda | 1º posto | 2º posto | 3º posto | A punti | Senza punti | Ritirato | Squalificato | NP=Non partito C=Gara cancellata | Apice=Power stage |

### Risultati WRC-2
| 2019 | Scuderia      | Vettura        |     |  |  |  |  |  |  |  |   |  |  |  |  |  |  |  | Punti | Pos. |
| ---- | ------------- | -------------- | --- |  |  |  |  |  |  |  | - |  |  |  |  |  |  |  | ----- | ---- |
| 2019 | BMA Autosport | Škoda Fabia R5 | Rit |  |  |  |  |  |  |  | 8 |  |  |  |  |  |  |  | 4     | 43º  |

| 2022 | Scuderia | Vettura              |    |  |     |  |  |  |  |  |   |     |  |    |   |  |  |  | Punti | Pos. |
| ---- | -------- | -------------------- | -- |  | --- |  |  |  |  |  | - | --- |  | -- | - |  |  |  | ----- | ---- |
| 2022 | -        | Hyundai i20 N Rally2 | 52 |  | 253 |  |  |  |  |  | 5 | Rit |  | 12 | 1 |  |  |  | 48    | 9º   |

| 2023 | Scuderia         | Vettura            |   |  |  |    |    |   |     |  |   |   |  |  |  |  |  |  | Punti | Pos. |
| ---- | ---------------- | ------------------ | - |  |  | -- | -- | - | --- |  | - | - |  |  |  |  |  |  | ----- | ---- |
| 2023 | M-Sport Ford WRT | Ford Fiesta Rally2 | 8 |  |  | 11 | 27 | 7 | Rit |  | 9 | 5 |  |  |  |  |  |  | 22    | 16º  |

| Legenda | 1º posto | 2º posto | 3º posto | A punti | Senza punti | Ritirato | Squalificato | NP=Non partito C=Gara cancellata | Apice=Power stage |

### Risultati WRC-2 Junior/WRC-2 Challenger
| 2022 | Scuderia | Vettura              |   |  |   |  |  |  |  |  |   |     |  |   |   |  |  |  | Punti | Pos. |
| ---- | -------- | -------------------- | - |  | - |  |  |  |  |  | - | --- |  | - | - |  |  |  | ----- | ---- |
| 2022 | -        | Hyundai i20 N Rally2 | 3 |  | 9 |  |  |  |  |  | 2 | Rit |  | 8 | 1 |  |  |  | 64    | 6º   |

| 2023 | Scuderia         | Vettura            |   |  |  |   |    |   |     |  |   |   |  |  |  |  |  |  | Punti | Pos. |
| ---- | ---------------- | ------------------ | - |  |  | - | -- | - | --- |  | - | - |  |  |  |  |  |  | ----- | ---- |
| 2023 | M-Sport Ford WRT | Ford Fiesta Rally2 | 6 |  |  | 7 | 21 | 4 | Rit |  | 7 | 1 |  |  |  |  |  |  | 57    | 6º   |

| Legenda | 1º posto | 2º posto | 3º posto | A punti | Senza punti | Ritirato | Squalificato | NP=Non partito C=Gara cancellata | Apice=Power stage |

### Risultati WRC-3
| 2020 | Scuderia                           | Vettura                       |   |    |  |    |  |  |     |  |  |  |  |  |  |  |  |  | Punti | Pos. |
| ---- | ---------------------------------- | ----------------------------- | - | -- |  | -- |  |  | --- |  |  |  |  |  |  |  |  |  | ----- | ---- |
| 2020 | BMA Autosport Hyundai Motorsport N | Škoda Fabia R5 Hyundai i20 R5 | 5 | WD |  | 11 |  |  | Rit |  |  |  |  |  |  |  |  |  | 10    | 22º  |

| 2021 | Scuderia             | Vettura                             |  |  |  |  |  |  |  |    |  |  |  |   |  |  |  |  | Punti | Pos. |
| ---- | -------------------- | ----------------------------------- |  |  |  |  |  |  |  | -- |  |  |  | - |  |  |  |  | ----- | ---- |
| 2021 | Hyundai Motorsport N | Hyundai i20 R5 Hyundai i20 N Rally2 |  |  |  |  |  |  |  | 91 |  |  |  | 4 |  |  |  |  | 19    | 18º  |

| Legenda | 1º posto | 2º posto | 3º posto | A punti | Senza punti | Ritirato | Squalificato | NP=Non partito C=Gara cancellata | Apice=Power stage |

### Risultati Junior WRC
| 2023 | Scuderia | Vettura            |  |    |  |  |  |  |  |    |  |  |  |  |  |  |  |  | Punti | Pos. |
| ---- | -------- | ------------------ |  | -- |  |  |  |  |  | -- |  |  |  |  |  |  |  |  | ----- | ---- |
| 2023 | -        | Ford Fiesta Rally3 |  | 43 |  |  |  |  |  | 15 |  |  |  |  |  |  |  |  | 45    | 7º   |

| Legenda | 1º posto | 2º posto | 3º posto | A punti | Senza punti | Ritirato | Squalificato | NP=Non partito C=Gara cancellata | Apice=Power stage |